# Kalahari
Kalahari je rozsáhlá pouštní oblast a zčásti zároveň národní park v jižní Africe. Rozkládá se u obratníku Kozoroha, na území tří států: Botswany, Namibie a Jihoafrické republiky, přičemž okrajové oblasti zasahují i na území jižní Angoly, jižní Zambie a západní části Zimbabwe. S rozlohou asi 900 000 km² se jedná o největší poušť v jižní části Afriky. Jsou zde písečné duny a suchá koryta občasných řek. Oblast obývají kmeny Křováků. Jako první Evropan ji procestoval David Livingstone.

## Klima
V severní a jižní části pouště, ve které převládají suché lesy, savany a solná jezera, je podnebí spíše subhumidní. Na jižní a západní části již převládá klima se semiaridním charakterem.
Sucho ve zdejší oblasti je zapříčiněno srážkovým stínem. Vlhké pasáty vanoucí od moře jsou zadrženy jihovýchodně od  pouště Kalahari Dračími horami.

## Odraz v kultuře
V Kalahari se odehrává děj knihy Julesa Verna Dobrodružství tří Rusů a tří Angličanů.